# Barranca Obscura, Tlaxiaco
Barranca Obscura är en ort i Mexiko.   Den ligger i kommunen Heroica Ciudad de Tlaxiaco och delstaten Oaxaca, i den sydöstra delen av landet, 290 km sydost om huvudstaden Mexico City. Barranca Obscura ligger 2 449 meter över havet och antalet invånare är 106.
Terrängen runt Barranca Obscura är kuperad åt nordost, men åt sydväst är den bergig. Runt Barranca Obscura är det ganska glesbefolkat, med 43 invånare per kvadratkilometer. Närmaste större samhälle är Heroica Ciudad de Tlaxiaco, 16,6 km nordost om Barranca Obscura. I omgivningarna runt Barranca Obscura växer huvudsakligen savannskog.